# Fumiko Esaki
Fumiko Esaki –en japonés, 江崎 史子, Esaki Fumiko– (27 de septiembre de 1971) es una deportista japonesa que compitió en judo. Ganó tres medallas de plata en el Campeonato Mundial de Judo entre los años 1986 y 1989, y una medalla de oro en los Juegos Asiáticos de 1990.

## Palmarés internacional
| Campeonato Mundial | Campeonato Mundial        | Campeonato Mundial | Campeonato Mundial |
| Año                | Lugar                     | Medalla            | Categoría          |
| ------------------ | ------------------------- | ------------------ | ------------------ |
| 1986               | Maastricht (Países Bajos) | Medalla de plata   | –48 kg             |
| 1987               | Maastricht (RFA)          | Medalla de plata   | –48 kg             |
| 1989               | Belgrado (Yugoslavia)     | Medalla de plata   | –48 kg             |
| Juegos Asiáticos   |                           |                    |                    |
| Año                | Lugar                     | Medalla            | Categoría          |
| 1990               | Pekín (China)             | Medalla de oro     | –48 kg             |